# 創世的大河
《創世的大河》是日本漫畫家森恒二創作的科幻漫畫作品，自2017年3月28日起於講談社旗下雜誌《Evening》連載。繁體中文版由青文出版社代理發行，湯伊蘋翻譯。

## 劇情大綱
缺乏活著的真實感的大學生大河和他的六位同學（新太、蓮、由佳、理香子、千尋、陸）到澳洲參訪和遊玩，他們被捲入洞窟坍方的事故，並在清醒後發現自己穿越到數萬年前的非洲北部，該處是繁盛於歐洲的尼安德塔人和起源於非洲的智人彼此衝突的地區。面對洞熊、鱷魚、猛瑪象等遠古猛獸的威脅，他們建立簡易的庇護所。在大河外出狩獵時，他的同伴遭到尼安德塔人襲擊，在大河殺死幾位尼安德塔人後，他救了智人蒂亞利。雖然兩人口語不通，但勉強能憑藉肢體語言交流。大河引狼殺死尼安德塔人，並在狼死後收養了牠的幼子，令蒂亞利對他刮目相看。
蒂亞利帶著大河回到滿室血腥的庇護所，之後帶著失落的他回到自己的部落。大河被部落視為外敵，他在那裡見到被囚的同伴，方知新太等人是被擊敗尼安德塔人的智人俘虜。大河提出單挑決鬥，並以格鬥技戰勝了部落戰士那枯姆。大河和獲釋的同伴在部落外建立營地，並和部落建立起友誼，他們向部落學習生存方式，並送給他們陸製作的手推車作為外交禮物。
智人部落和尼安德塔人部落屢有衝突，大河作為驅使狼的雙持戰士，和部落共同出擊，大敗尼安德塔人，頗受智人們尊敬，而他的幾位夥伴也以武藝或工藝貢獻己力。為了應對逐漸擴張活動範圍的猛瑪象群，部落原先決定遷徙至他處，但大河提議狩獵猛瑪象，並率領部落用陸製作的機關長矛成功圍殺猛瑪象群。在慶祝宴會後，大河和一頭小猛瑪象產生情誼，將牠命名為「非洲」。
面對尼安德塔人的威脅，陸和部落居民們造出登窯，並打造出大河用的鐵劍，而新太也意識到尼安德塔人的行為和已知的歷史不符。在大河等人和尼安德塔人作戰時，部落遭到偷襲，包括由佳和理香子在內的婦女都被俘虜和性侵。在大河騎著非洲，率領部落反攻尼安德塔人並救出俘虜後，發現敵人中有一名「王」，這個王企圖消滅智人。大河和智人部落一起到其他智人部落，在談判期間，眾人遭到尼安德塔人襲擊，大河在給予敵方首領致命一擊時，敵方首領以現代的小刀擋下攻擊，大河等人因此得知除了自身以外尚有其他來自未來的人類。而這個人是來自二戰期間的納粹德國軍人，力圖在史前時代進行種族清洗。

## 出版
| 卷數 | 講談社         | 講談社              | 青文出版社     | 青文出版社         |
| 卷數 | 發售日期       | ISBN                | 發售日期       | ISBN               |
| ---- | -------------- | ------------------- | -------------- | ------------------ |
| 1    | 2017年8月23日  | ISBN 978-4063546842 | 2019年1月21日  | ISBN 9789863566748 |
| 2    | 2018年1月23日  | ISBN 978-4065107928 | 2019年6月13日  | ISBN 9789863568087 |
| 3    | 2018年6月22日  | ISBN 978-4065115893 | 2019年11月11日 | ISBN 9789865121334 |
| 4    | 2018年10月23日 | ISBN 978-4065130926 | 2020年3月5日   | ISBN 9789865122683 |
| 5    | 2019年5月23日  | ISBN 978-4065151136 |                |                    |
| 6    | 2019年11月21日 | ISBN 978-4065175897 |                |                    |
| 7    | 2020年9月11日  | ISBN 978-4065207123 |                |                    |
| 8    | 2021年4月23日  | ISBN 978-4065229910 |                |                    |
| 9    | 2021年12月23日 | ISBN 978-4065260135 |                |                    |
| 10   | 2022年9月22日  | ISBN 978-4065295830 |                |                    |
| 11   | 2023年3月23日  | ISBN 978-4065315392 |                |                    |